# 夏尔·法布里
马里·保罗·奥古斯特·夏尔·法布里，ForMemRS（法語：[fabʁi]，1867年6月11日—1945年9月11日），法國科學家。

## 生平
法布里曾就讀巴黎综合理工学院，1892年由於在干涉條紋上的研究，自巴黎大学得到博士學位，也使他成為光谱学及光學上的權威。1904年成為艾克斯-马赛大学的物理教授，也後在此大學任教26年。

## 學術
法布里和亨利·比松在1913年發現臭氧層。在光學上，他解釋了干涉條紋的現象。法布里和阿尔弗雷德·佩罗發明了法布里－佩罗干涉仪。
法布里在1921年成為索邦神學院的普通物理教授，及新成立的光學研究所的首任主任。1926年他也成為巴黎综合理工学院的首任總主任，以及高等光学院的主任。
法布里發表過197篇科學論文、14本書、及超過100篇热门文章。英國皇家學院因為他在科學上的貢獻，在1918年發給法布里拉姆福德奖章。他也獲得1919年美国国家科学院的亨利·德雷伯獎章及1921年富蘭克林研究所的富兰克林奖章。法布里在1927年獲選進入法国科学院。

## 外部連結
- Biography, in French